# Будинок на Антоновича, 4-6
Будинок Медінституту та Університету — житловий будинок на вулиці Антоновича, 4/6 у Голосіївському районі міста Київ, зведений у стилі конструктивізм у 1938-1938 роках для наукових співробітників Університету ім. Т.Г.Шевченка та Київського медичного інституту імені С. В. Косіора. Архітектором був Ф. Я. Лєсковой, співавтор Соломон Венгеровський, за консультації професора Олександра Вербицького.
Памʼятка історії та культури, згідно Рішення № 693 виконавчого комітету Київської міськради народних депутатів від 30 липня 1984 року .

## Архітектура

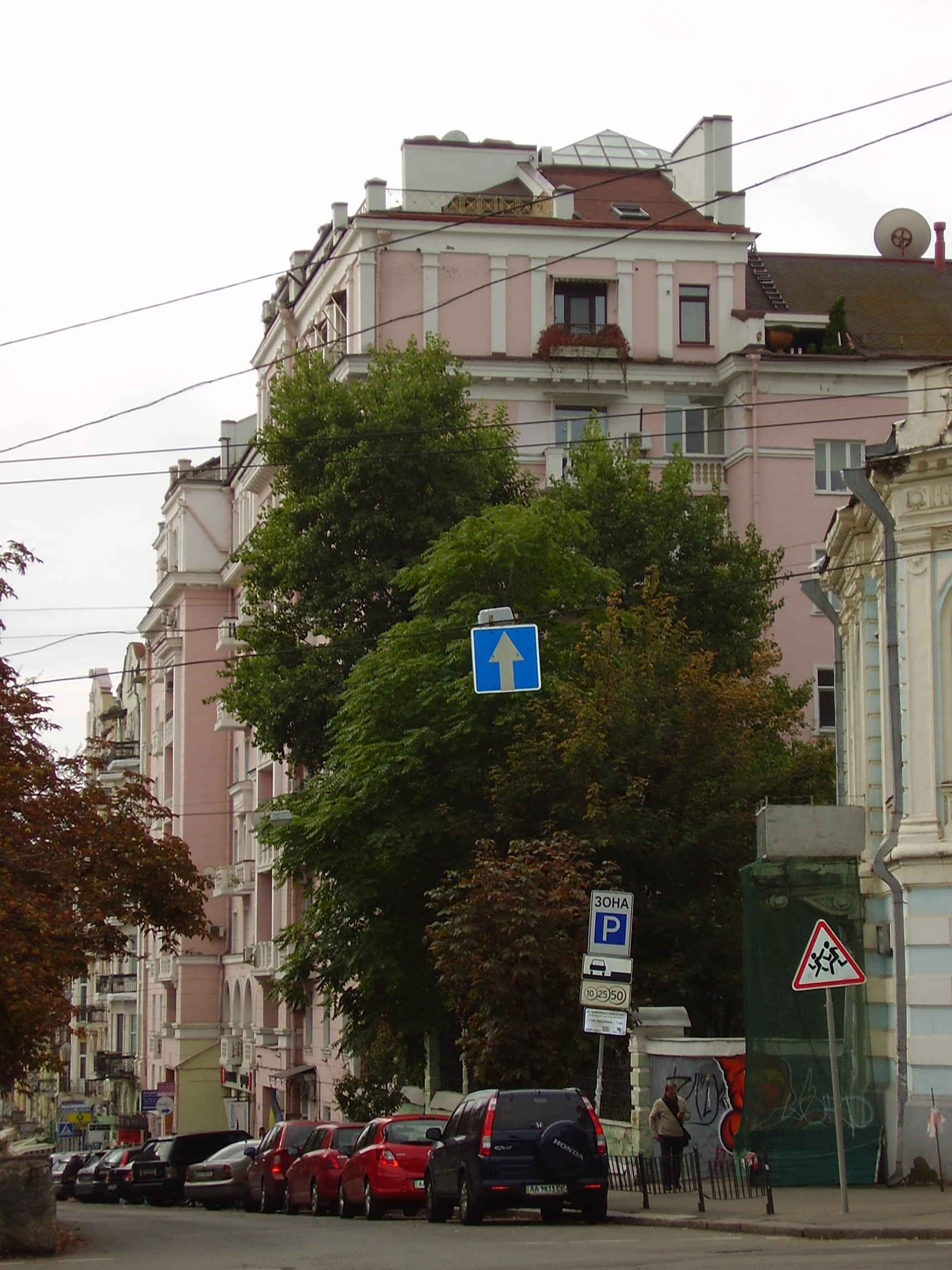
Вид на будинок з боку вулиці Скоропадського

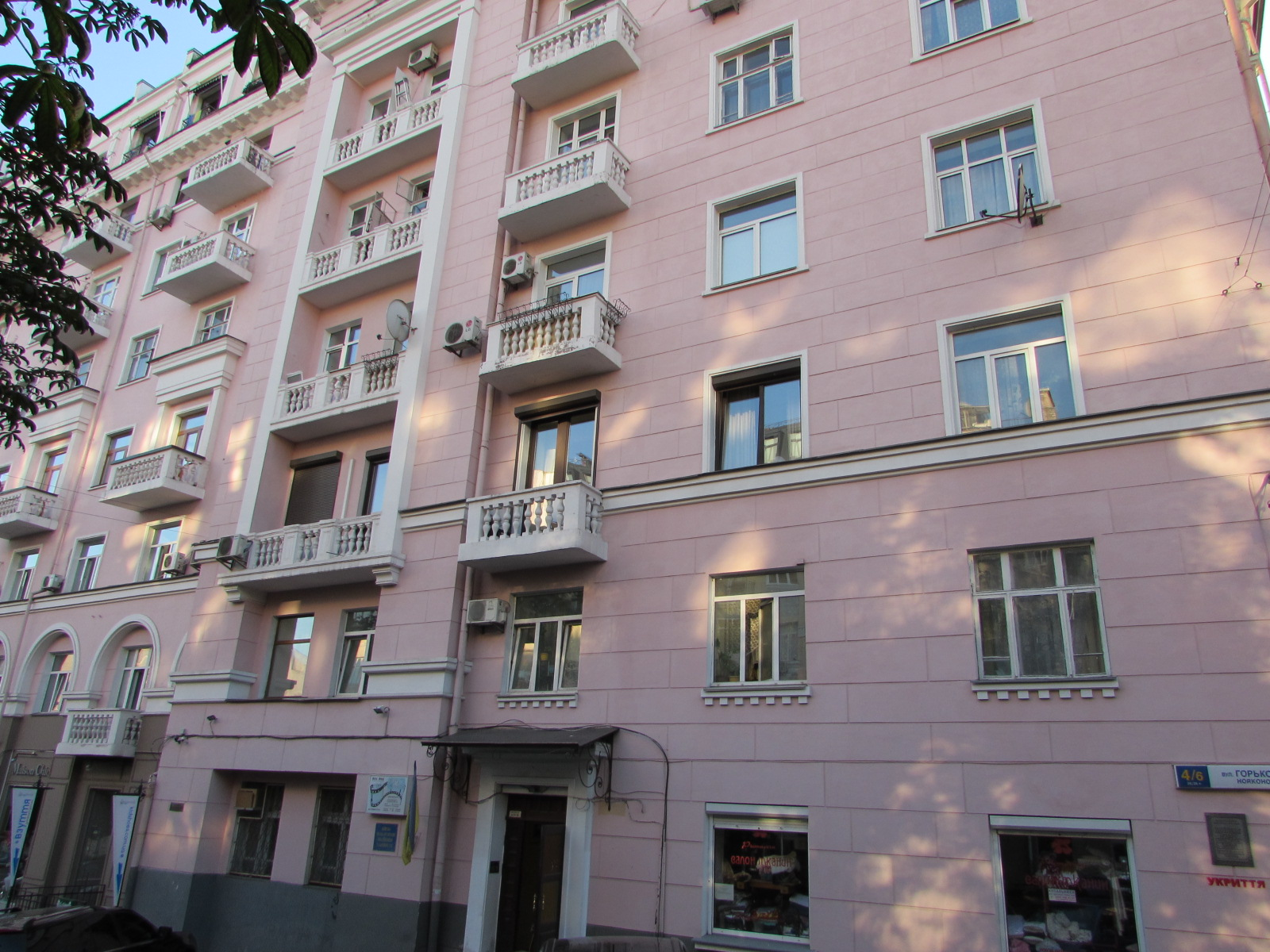

Для будівництва будинку був утворений житлово-будівельний кооператив Київського університету та Медичного інституту. На будівництво було виділено 600 тисяч рублів. Будинок був спроєктований у 1937 році та збудований у 1937-38 роках.
Будинок відкриває собою багатоповерхову забудову парної сторони вулиці Антоновича, дотримуючись червоної та синьої лінії наступних будинків вулиці та успадковуючи композиційний прийом забудови, що склався. Вертикаль будинку підкреслена двома ризалітами, у лівому з яких знаходиться проїзд у двір. У ризалітах розташовані об'єднані спільним сандриком лоджії шириною в два віконні отвори. Лоджії, як і балкони, прикрашені балюстрадами.
Будинок має триярусне горизонтальне членування. Цокольна частина, що має 2-3 поверхи, оформлена під руст та відокремлена поясним карнизом. Вікна 2-го поверху в центральній частині фасаду, розташованої між ризалітами, оформлені аркатурою. На рівні 4-го поверху три отвори з балконами акцентовані масивними сандриками у вигляді складнопрофільованих карнизів, що підтримують лопатки. Масивний карниз під атиковим поверхом за рівнем збігається із завершенням сусіднього будинку Nº8, що створює ефект узгодженості синьої лінії вулиці.
Будинок розрахований на 47 квартир від 2 до 4 кімнат, які розміщені в 3 секціях. 1 секція має 9 поверхів(17 квартир), 2(15 квартир) і 3(14 квартир) по 8 поверхів через перепад висот ухилу вулиці Антоновича. Більша частина квартир має другий "чорний" вихід для обслуговуючого персоналу з окремим виходом у двір будинку. 
На перших поверхах розміщені офіси та крамниці.

## Відомі мешканці та події
В 1941-43 роках проживав художник Федір Кричевський, який в ці роки очолював Союз художників при окупаційній німецькій владі. В цей період створив цикл картин за мотивами поеми Т. Шевченка «Катерина» 
В 1941-42 роках в приміщенні № 38 (тепер № 37) на другому поверсі 3 секції знаходилася конспіративна квартира підпільно-розвідувально-диверсійної групи Івана Кудрі (Максима). До її складу входила Марія Груздова, яка за завданням І. Кудрі влаштувалася на посаду керуючої будинком, де на першому поверсі розмістився розвідпункт органу армійської розвідки та контррозвідки Німеччини  Абверу, що дозволяло виявляти його агентуру. 5 липня 1942 І. Кудрю арештували. 
В 1944-50рр. в квартирі № 6 (1 секція) проживав геолог і палеонтолог, академік та віце-президент АН УРСР Борис Чернишов (1888-1950).
У післявоєнні роки в будинку проживали мати та сестра кінорежисера і письменника Олександра Довженка (1894-1956). Він залишався у квартирі рідних, коли приїжджав у Київ (востаннє — у серпні 1956).